# Caldas de Aregos
Calda de Aregos é uma estância termal situada junto ao rio Douro e que faz parte do concelho de Resende (Douro Sul).
É composta por duas freguesias, Miomães e Anreade, sendo a divisão destas feita pelo Ribeiro da Cesta.
Existe um pequeno aglomerado populacional em forma de anfiteatro sobre o rio. Dista cerca de 90 km da cidade do Porto e 38 km da cidade de Lamego. Possui uma beleza paisagística natural única. Consta que foi aqui tratado, nas suas águas sulforosas, D. Afonso Henriques, primeiro Rei de Portugal.
Todos os anos, entre os meses de Maio e Outubro, é visitada por milhares de aquistas que aqui se deslocam vindos de todo o país, para tratamentos diversos, nomeadamente: reumatismo, doenças das vias respiratórias, de pele, etc..